# Lotus bollei
Lotus bollei là một loài thực vật có hoa trong họ Đậu. Loài này được H.Christ miêu tả khoa học đầu tiên.